# Campionati mondiali di tiro 1914
I campionati mondiali di tiro 1914 furono la diciottesima edizione dei campionati mondiali di questo sport e si disputarono a Viborg. Questa edizione fu organizzata dall'ISSF. La nazione più medagliata fu la Francia.

## Risultati

### Uomini

#### Carabina
| Evento                     | Oro                                                                                            | Oro       | Argento                                                                      | Argento   | Bronzo                                                                                 | Bronzo    |
| Evento                     | Atleta                                                                                         | Risultato | Atleta                                                                       | Risultato | Atleta                                                                                 | Risultato |
| 300m 3 posizioni           | René Georges                                                                                   | 1056      | Konrad Stäheli                                                               | 1049      | Lars Jørgen Madsen                                                                     | 1024      |
| 300m a terra               | Konrad Stäheli                                                                                 | 360       | René Georges                                                                 | 357       | Lars Jørgen Madsen                                                                     | 357       |
| 300m in ginocchio          | Konrad Stäheli                                                                                 | 357       | René Georges                                                                 | 351       | Mathias Brunner                                                                        | 351       |
| 300m in piedi              | René Georges                                                                                   | 348       | Konrad Stäheli                                                               | 332       | Gustav Nyman                                                                           | 329       |
| 300m 3 posizioni a squadre | Svizzera Marcel Mayer de Stadelhofen Mathias Brunner Fritz Kuchen Konrad Stäheli Caspar Widmer | 5025      | Francia René Georges Albert Courquin Husson André Parmentier Achille Paroche | 4902      | Danimarca Niels Andersen Kjør Madsen Lars Jørgen Madsen Anders Petersen Anders Nielsen | 4871      |

#### Carabina militare
| Evento            | Oro             | Oro       | Argento          | Argento   | Bronzo              | Bronzo    |
| Evento            | Atleta          | Risultato | Atleta           | Risultato | Atleta              | Risultato |
| 300m 3 posizioni  | Aix Bouwens     | 484       | Antonius Bouwens | 464       | Roberto Walfer      | 464       |
| 300m a terra      | André Barbillat | 174       | Albert Courquin  | 173       | E. Walter           | 171       |
| 300m in ginocchio | Svend Thomsen   | 162       | Erik Blomqvist   | 161       | André Barbillat     | 161       |
| 300m in piedi     | Aix Bouwens     | 155       | Anders Petersen  | 153       | Niels Hansen Larsen | 153       |

#### Pistola
| Evento        | Oro                                                                              | Oro       | Argento                                                                 | Argento   | Bronzo                                                                          | Bronzo    |
| Evento        | Atleta                                                                           | Risultato | Atleta                                                                  | Risultato | Atleta                                                                          | Risultato |
| 50m           | Paul Van Asbroek                                                                 | 528       | Mathias Brunner                                                         | 528       | André Regaud                                                                    | 518       |
| 50m a squadre | Italia Alfredo Galli Raffaele Frasca Luigi Moretto Roberto Preda Riccardo Ticchi | 2518      | Francia Girardot Jean Carrére André Barbillat Léon Johnson André Regaud | 2497      | Belgio Paul van Asbroeck Louis Andrieu Henri Sauveur Fils Victor Robert Serruys | 2483      |

## Medagliere
Nazione ospitante
| Posiz. | Nazione     | Oro | Argento | Bronzo | Totale |
| ------ | ----------- | --- | ------- | ------ | ------ |
| 1      | Francia     | 3   | 5       | 3      | 11     |
| 2      | Svizzera    | 3   | 3       | 1      | 7      |
| 3      | Paesi Bassi | 2   | 1       | 0      | 3      |
| 4      | Danimarca   | 1   | 1       | 4      | 6      |
| 5      | Belgio      | 1   | 0       | 1      | 2      |
| 5      | Italia      | 1   | 0       | 1      | 2      |
| 7      | Svezia      | 0   | 1       | 0      | 1      |
| 8      | Finlandia   | 0   | 0       | 1      | 1      |